# Bitva u Sedmi dubů

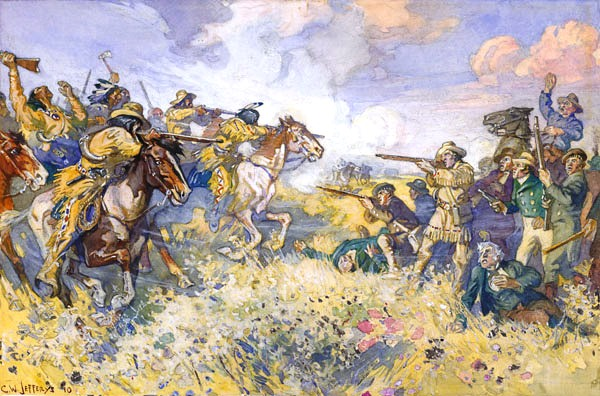
Bitva u Sedmi dubů

Bitva u Sedmi dubů (19. června 1816) je označení pro nejkrvavější ozbrojený střet mezi agenty Severozápadní společnosti a Společnosti Hudsonova zálivu v rámci tzv. války o pemikan (1812-1821). Agenti Severozápadní společnosti v něm za pomoci Métisů pobili 22 mužů sloužících Společnosti Hudsonova zálivu (sami ztratili jediného muže). Krvavé střetnutí přimělo vládu k zásahu, který vyústil v nucené sloučení obou společností.